# District de Tân Phú Đông
Tân Phú Đông est un district de la province de Tiền Giang dans la delta du Mékong au sud du Viêt Nam. 

## Géographie
La superficie de Tân Phú Đông est de 202,08 km2. 